# Josef Habbel

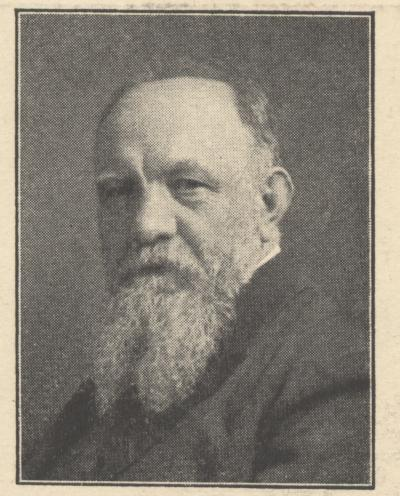
Kommerzienrat Josef Habbel

Josef Habbel (* 8. Januar 1846 in Soest; † 20. Dezember 1916 in Regensburg) war ein katholischer Zeitungs- und Buchverleger, Gründer und Inhaber des Habbel-Verlags mit Druckerei in Regensburg, Königlich Bayerischer Kommerzienrat.

## Leben und Werk

### Herkunft und frühes Wirken

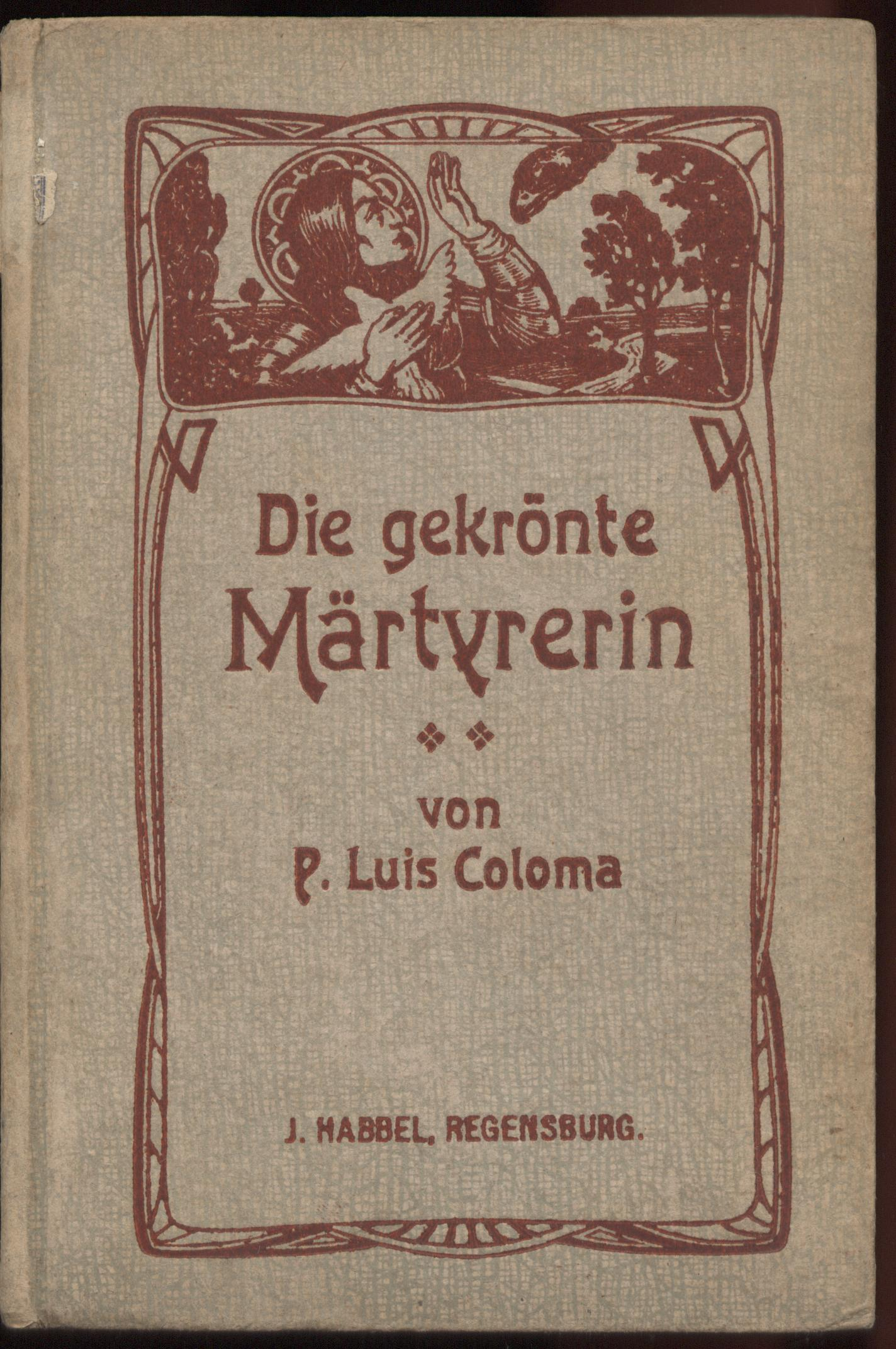
Jugendstilbuch aus dem Verlag Josef Habbel, Regensburg; eine Erzählung von Luis Coloma

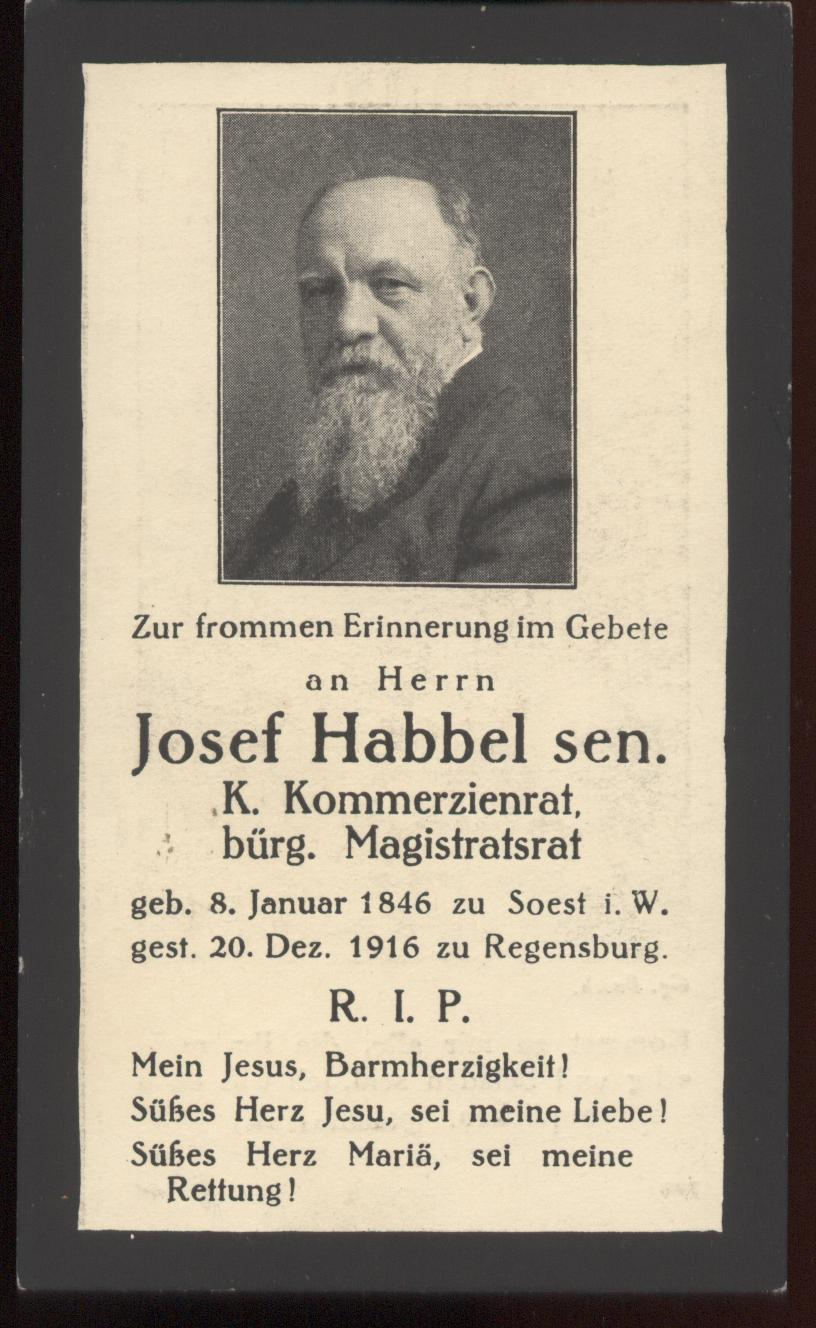
Sterbebildchen Josef Habbel, 1916

Der Buchhändler Josef Habbel wurde in Soest in Westfalen geboren und durchlief zunächst eine Ausbildung in Paderborn bei der Verlagsbuchhandlung Junfermann und ab 1865 in der Buchhandlung Giani in Mainz. 1868 ging der bereits familiär und dann in Mainz stark katholisch geprägte Josef Habbel nach Regensburg, um sich dort im Verlag Friedrich Pustet, einem der weltweit renommiertesten katholischen Verlagshäuser im damaligen Deutschland, zu bewerben. Nach eigenem Bekunden wollte er sich hinsichtlich des gerade beginnenden Kulturkampfs für die katholische Sache engagieren. Pustet stellte den jungen Mann ein, der bald eine leitende Stellung erhielt und ab 1869 die Amberger Filiale der Firma übernahm, sowie die Redaktion der zugehörigen Amberger Volkszeitung. In Amberg half Habbel bei der Organisation einer katholischen Partei, der es daraufhin gelang, Vertreter in die Gemeindegremien zu entsenden. Josef Habbel verheiratete sich mit Margaretha Kölbl (1853–1885).

### Der Verlag und sein Gründer

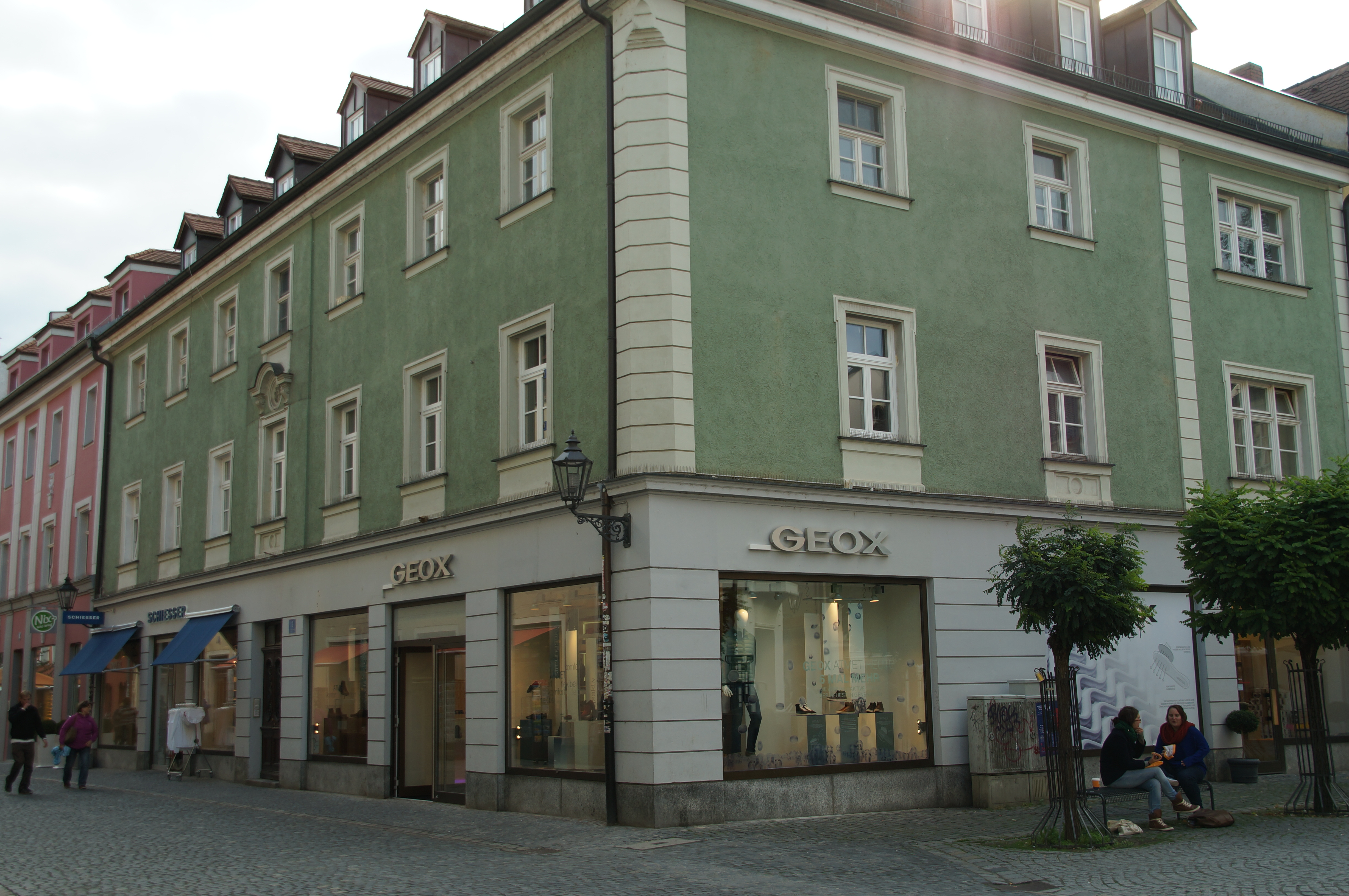
Ehemaliges Verlagshaus Habbel, Fröhliche Türken-Str. Nr. 1, 3

Bereits im Jahre 1870 konnte Habbel von Pustet den Zeitungsverlag und die Buchhandlung in Amberg käuflich erwerben, das Unternehmen mit einem eigenen Buchverlag für katholisches Schrifttum erweitern und in Regensburg Fuß fassen. 1883 kaufte er von Pustet auch das Regensburger Morgenblatt und den Regensburger Anzeiger und übersiedelte mit dem Habbel-Buchverlag samt Druckerei von Amberg in das bedeutendere Regensburg. 1889 veräußerte er die Amberger Volkszeitung und war von da an nur noch in Regensburg unternehmerisch tätig. Im Anwesen Fröhliche Türkenstraße Nr. 1, 3 und im 1893/5 erbauten gründerzeitlichen Palastbau Königsstr Nr. 2., 4 richtete er mit erstmaligem Einsatz von Setzmaschinen Verlag und Druckerei ein. In dem nach Vorbildern in Paris gestalteten Palastbau mit viergeschossigen Eck-Erker, Glockendach und Laterne wurde bis 1973 der Regensburger Anzeiger gedruckt. Neben dem Ausbau seiner Betriebe widmete sich Habbel in der Amtszeit des Bürgermeisters Oskar von Stobäus (1869–1903) auch dem politischen Leben in Regensburg. Als herausragende Persönlichkeit der katholisch-konservativen Bewegung in Regensburg gehörte er als Mitglied der Bayerischen Zentrumspartei dem Gemeinderat an und kämpfte mit seinen Zeitungen gegen das liberale Regensburger Tagblatt und gegen die Regensburger Neuesten Nachrichten der bayerischen Sozialdemokraten. Gemeinsam mit Karl Pustet, einem Bruder von Friedrich Pustet, gründete Habbel 1895 den „St. Wolfgangs-Verein zur Erbauung von Arbeiterwohnungen“, dem es gelang, von 1896 bis 1914 im Stadtteil Kumpfmühl 19 mehrgeschossige Reihenhäuser mit 138 Kleinwohnungen zu bauen.
1910 konnte das Verlagshaus sein vierzigjähriges Geschäftsjubiläum feiern. Zu diesem Anlass wurde Josef Habbel mit dem Titel eines königlichen Kommerzienrates ausgezeichnet. Den Zeitungsverlag hatte Habbel bereits 1906 an seine Söhne Josef (II.) Habbel (1877–1936) und Martin Habbel (1878–1937) übergeben. Den Buchverlag führte Josef Habbel senior bis zu seinem Tode 1916.

### Der Zeitungsverlag

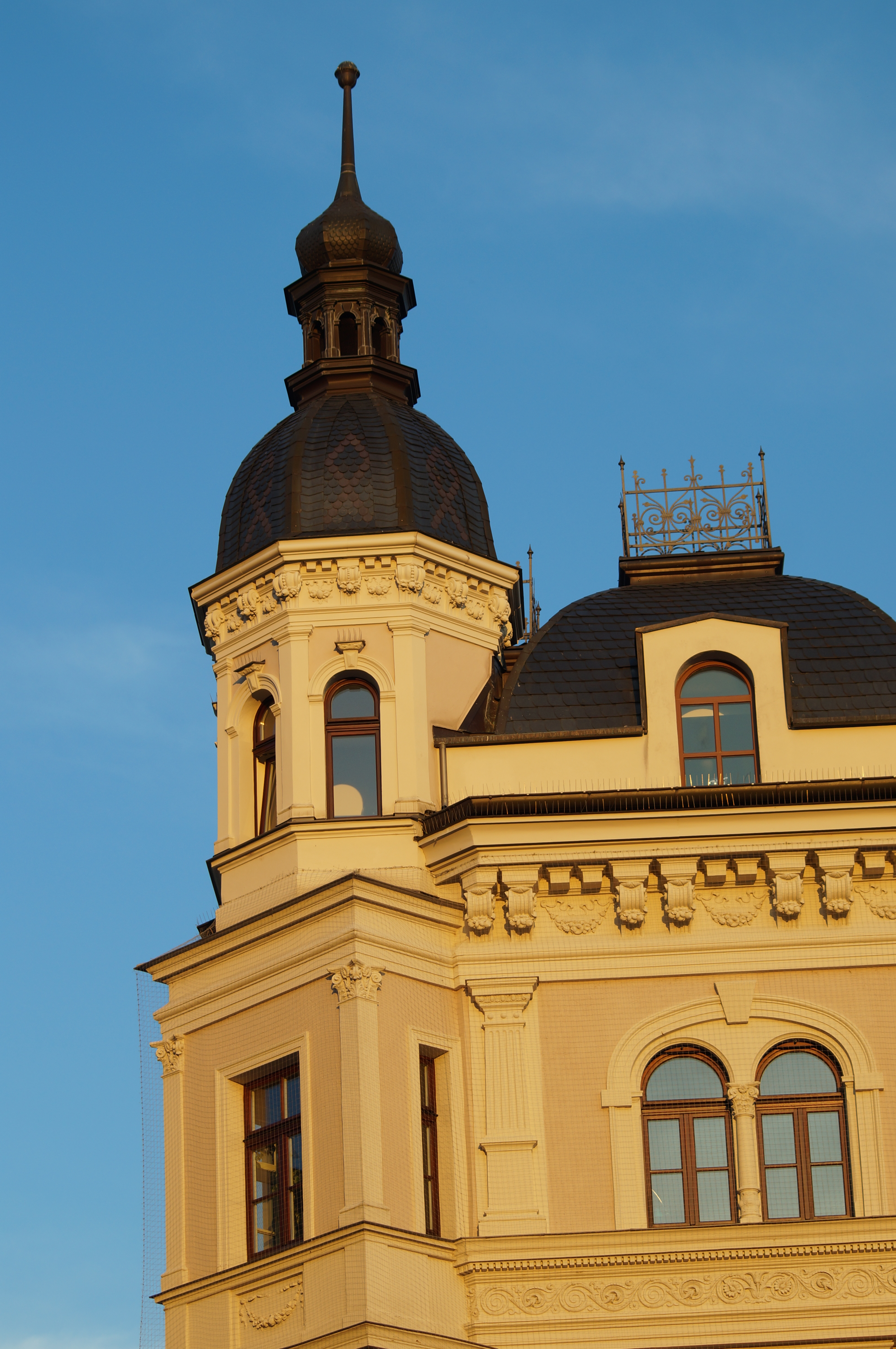
Ehemaliges Verlagshaus Habbel, Königsstraße Nr. 2/4 Eckbau Fröhliche Türken-Str.

Das erwähnte Regensburger Morgenblatt erlebte in den Jahren des Kulturkampfes eine Blütezeit und bildete zusammen mit der Beilage Regensburger Anzeiger das zentrale Organ des Regensburger Katholizismus. Im ausgehenden 19. und beginnenden 20. Jahrhundert entwickelte sich der Regensburger Anzeiger zur auflagenstärksten Zeitung der Region und zum Parteiorgan der Deutschen Zentrumspartei.
Die Zeitungsredaktion übertrug Habbel 1899 dem journalistisch erfahrenen Heinrich Held – seit 1901 sein Schwiegersohn, später Bayerischer Ministerpräsident. Unter Helds Federführung entwickelte sich der Regensburger Anzeiger zu einer der führenden politischen Tageszeitungen Bayerns. Mit dem Jahresbeginn 1911 ging das auflagenschwächere Regensburger Morgenblatt in seiner ehemaligen Beilage auf.
1918 gehörte Habbels Schwiegersohn Heinrich Held zu den Mitbegründern der Bayerischen Volkspartei (BVP), und der Regensburger Anzeiger stellte sich als Parteiorgan in deren Dienst. Nach der Wahl Helds zum Bayerischen Ministerpräsidenten (Juni 1924) kam dem Blatt eine halbstaatliche Sonderstellung zu. Vor 1933 führte das Blatt einen scharfen Kampf gegen den Nationalsozialismus und gegen die beginnenden Reglementierungen und Gleichschaltungen, die über die Presse verhängt wurden. Der Anzeiger wurde ein beliebtes Angriffsobjekt der nationalsozialistischen Tageszeitung Bayerische Ostwacht und am Jahresbeginn 1934 gezwungen, seinen Namen auf Bayerischer Anzeiger zu ändern. Wegen einer Zusammenstellung früherer Äußerungen Kardinal Michael von Faulhabers wurde die Zeitung auf Initiative von Reichspropagandaminister Joseph Goebbels vom 6. Juni bis 5. September 1935 verboten. Am 15. Oktober des Jahres schloss der Präsident der Reichspressekammer das Unternehmen wegen „politischer Unzuverlässigkeit“ aus dem Verband aus. Eine Fortführung des Zeitungs-Verlages war damit nicht mehr möglich. Am 31. Januar 1936 musste die Gebr. Habbel GmbH die Verlagsrechte an die Phönix Zeitungsverlags GmbH – eine Holdinggesellschaft des NSDAP-Pressekonzerns Franz Eher Nachf. – veräußern. Damit war eine der letzten Bastionen des politischen Katholizismus in Bayern vernichtet.

### Der Buchverlag
Für den 1906 vom Zeitungsverlag abgetrennten Buchverlag mit Druckerei errichtete Habbels Sohn Josef (II.) 1910 im Ortsteil Kumpfmühl an der Gutenbergstraße Nr. 17 den ersten Stahlbetonhochbau in der Oberpfalz. Wenngleich nicht zu den größten kirchennahen Verlagen zählend, wurde der Buchverlag Josef Habbel doch zu einem im ganzen deutschen Sprachraum bekannten Unternehmen für dezidiert katholische Literatur. Neben einem eigenen, mehrbändigen Lexikon (dessen vierte Auflage 1933 in Angriff genommen wurde) umfasste das Verlagsprogramm u. a. auch die Werke des weltbekannten Schriftstellers Henryk Sienkiewicz und die deutsche Übersetzung des historischen Romans „Fabiola – Die Kirche der Katakomben“ von dem Kardinal Nicholas Wiseman. Außerdem publizierte Habbel auch für einige kirchliche Komponisten Noten, etwa für Michael Haller und Joseph Kreitmaier. Bis zur NS-Zeit konnte der katholische Buch-Verlag solide weitergeführt werden, durfte jedoch dann keine Neuproduktionen mehr herausgeben, da er dem Regime bekannterweise kritisch gesinnt war. Nach dem Krieg gewann er erneut beachtliches Format und publizierte bis weit in die 1970er Jahre hinein mit deutlich konservativ kirchlicher Ausrichtung u. a. Werke von Dietrich von Hildebrand, Konvertit und persönlicher Freund von Papst Pius XII. 1974. Nach dem Tod von Josef Habbel III., ging der Druckereibetrieb als „Erhardidruck“ in den Besitz der Diözese Regensburg über. Habbels Sohn Konrad leitete noch zwei Jahre lang die Geschicke des Verlages, bis das Unternehmen 1975 wieder vom Verlag Friedrich Pustet übernommen wurde, aus dem es einst hervorgegangen war.

## Ehrung
Wegen seiner Leistungen als Verleger und als Unternehmer wurde in Regensburg im Stadtteil Kumpfmühl eine Straße nach ihm benannt (Habbelstraße).